# Alain-Fournier
Henri-Alban Fournier (Cher, 30. listopada 1886. – Verdun, 22. rujna 1914.) bio je francuski književnik i romanopisac.
Od gimnazijskih dana prijateljevao je s književnikom Jacquesom Rivièreaom. S njim je od 1905. do 1914. izmjenjuje bogatu književnu korespondenciju. U početku je bio pristaša simbolizma, a kasnije pod utjecajem Andréa Gidea i Paula Claudela nastoji spojiti realizam i bajkovitost. Napisao je djelo „Veliki Meaulnes” (Le grand Meaulnes; 1913.).